# 吉氏寶蓮魚
吉氏寶蓮魚，為輻鰭魚綱脂鯉目脂鯉亞目脂鯉科的其中一個種。分布於南美洲奧里諾科河流域，體長可達4公分，棲息在底中層水域，生活習性不明。